# Табо Мбеки
Табо Мбеки (енгл. Thabo Mvuyelwa Mbeki, Идутива, Источни Кејп, 18. јун 1942) је бивши председник Јужноафричке Републике, од 14. јуна 1999. до 22. септембра 2008. На том месту наследио је Нелсона Манделу, као и на месту председника Афричког националног конгреса.
Мбеки је син Гована Мбекија, високог званичника Афричког националног конгреса и Јужноафричке комунистичке партије. Табо је са 14 година постао члан Афричког националног конгреса. Године 1959. је избачен из школе због студентског штрајка.
Након доласка у Јоханезбург, сарађивао је са Волтером Сисулуом у борби против апартхејда. Након хапшења Сисулуа, Манделе и свог оца, Мбеки је напустио Јужноафричку Републику и провео у игзнанству 28 година. Добио је звање магистра економије на Универзитету Сасекс у Брајтону. Војну обуку је завршио у Совјетском Савезу, а касније је радио као функционер АНК у Замбији, Нигерији, Боцвани, Мозамбику и Свазиленду. У Јужноафричку Републику се вратио после ослобађања Нелсона Манделе.
У мају 1994. је изабран за потпредседника Јужноафричке Републике. Наследио је Манделу на месту председника Афричког националног конгреса децембра 1997. и на месту председника Јужноафричке Републике 14. јуна 1999, а 2004. је поново изабран за председника. Оставку на место председника је поднео 21. септембра 2008. након оптужби за корупцију.